# Joshua M. Mitchell
Pour les articles homonymes, voir Mitchell.
Joshua M. Mitchell (né le 2 février 1955 au Caire en Égypte) est professeur de théorie politique à l'université de Georgetown
,.

## Biographie
Joshua Mitchell a un master de sociologie de l'université de  Washington, un master en science politique de l'université de Chicago et un PhD en science politique de l'université de Chicago .

## Publications
Parmi ses publications:

### Articles
- Review of Politics, Vol. 52, No. 1, 1990, pp. 64-83.  “John Locke and the Theological Foundation of Liberal Toleration: A Christian Dialectic of History.”
- Journal of Politics, Vol. 53, No. 3, 1991, pp. 676-700.  “Luther and Hobbes on the Question: Who Was Moses, Who Was Christ?”
- Journal of Religion, Vol. 72, No. 3, 1992, pp. 351-65.  “The Equality of All Under the One in Luther and Rousseau: Thoughts on Christianity and Political Theory.”
- American Political Science Review, Vol. 86, No. 3, 1992, pp. 688-95.  “Protestant Thought and Republican Spirit: How Luther Enchanted the World.”
- Political Theory, Vol. 21, No. 3, 1993, pp. 78-100.  “Hobbes and the Equality of All Under the One.”

### Livres
Ses monographies sont:
- Joshua Mitchell. Tocqueville in Arabia: Dilemmas in a Democratic Age. Chicago: University of Chicago Press, 2013.
- Joshua Mitchell. Plato's Fable: On the Mortal Condition in Shadowy Times. Princeton: Princeton University Press, 2006.
- Joshua Mitchell. The Fragility of Freedom: Tocqueville on Religion, Democracy, and the American Future. Chicago: University of Chicago Press, 1995.
- Joshua Mitchell. Not By Reason Alone: Religion, History, and Identity in Early Modern Political Thought. Chicago: University of Chicago Press, 1993.